# Philippe-René Soubzmain
Philippe-René Soubzmain, né le 11 août 1770 à Nantes et mort le 19 janvier 1843, est un négociant et un homme politique français, maire de Nantes de 1830 à 1832.
Philippe-René Soubzmain a participé à la traite négrière. Il arme quatre expéditions négrières illégales entre 1817 et 1822,,.

## Biographie

### Origines et famille
Le nom de famille "Soubzmain" apparaît bien représenté parmi les familles protestantes de Touraine au XVIIe siècle.
Philippe-René Soubzmain lui-même est répertorié comme membre d'une famille de Saint-Domingue.
Il est le fils de Philippe Soubzmain (1745-1822), marchand à Nantes, et de Félicité-Elisabeth Bourgaud. En 1813, Philippe Soubzmain est nommé adjoint de François-Marie-Bonaventure du Fou.
Philippe-René épouse Marie Anne Désirée Rucher de La Bazelais (1780-1800) dont il a une fille, Elizabeth, née le 7 août 1798. Celle-ci épouse en 1818 le négociant-armateur nantais Emile Edelin de La Praudière.

### Carrière politique
Négociant et président de la Chambre de commerce de Nantes, Philippe-René Soubzmain est nommé maire par une ordonnance royale du 13 août 1830, à la suite de la chute de Charles X et des journées révolutionnaires qui ont lieu à Nantes du 29 juillet au 2 août, auxquelles il a participé dans la mesure où la Chambre de commerce et le Tribunal de commerce ont organisé une garde urbaine afin que l’ordre soit maintenu. À la même époque que lui sont nommés un nouveau préfet, un nouveau commandant de la Garde nationale (général Dumontier) et un nouveau commandant de place (général d'Erlon, remplaçant le général Despinoy).
Les adjoints de Philippe-René Soubzmain sont nommés le 25 août (Louis Varsavaux) et le 6 septembre (4 autres, dont Louis-André du Coudray-Bourgault. Parmi les conseillers municipaux (eux aussi nommés), on note les noms de : Pierre-Martin Marion de Procé, médecin ; Joseph Colin, conserveur ; Joseph de la Brosse ; Pierre-François Maës (négociants) ; Louis-Prudent Douillard, architecte ; Charles Bertrand-Geslin, propriétaire ; Guillaume du Coudray-Bourgault, président de la Chambre de commerce ; Adolphe Billault, avocat (nommé le 30 octobre 1830).
Philippe-René Soubzmain a aussi été nommé membre du conseil général de Loire-Inférieure.

## Décorations
- Chevalier de la Légion d’honneur